# Hermann Linde (Manager)
Hermann Linde (* 12. November 1917 in München; † 31. August 2015) war ein deutscher Physiker und Manager.

## Leben
Hermann Linde war der vierte von fünf Söhnen des promovierten Ingenieurs Richard Linde (1879–1961) und dessen Frau Julie Linde, geborene Hingkeldey (1887–1982). Carl von Linde war sein Großvater.
Am Theresien-Gymnasium München, das er seit 1928 besucht hatte, machte Linde 1937 sein Abitur. Nach Reichsarbeitsdienst und anschließendem Wehrdienst wurde er als Soldat in Frankreich 1940 schwer verwundet und 1941 aus der Wehrmacht entlassen. Im selben Jahr nahm er ein Studium der Physik an der Technischen Hochschule München auf, das er 1945 abschloss. 1948 wurde er mit einer Arbeit über das Ausfrieren von Dämpfen aus Gas-Dampf-Gemischen bei atmosphärischem Druck promoviert.
Seine berufliche Laufbahn begann Hermann Linde im Januar 1949 im familieneigenen Unternehmen, wo er 1957 Prokura erhielt. Nachdem er bereits 1961 stellvertretendes Vorstandsmitglied geworden war, wurde er 1965 ordentliches Vorstandsmitglied. Von 1973 bis 1976 war er Sprecher des Vorstands der Linde AG. Nach seinem Rückzug aus den Firmenämtern war Linde von 1977 bis 1983 Lehrbeauftragter an der TU München. Linde hatte zahlreiche Ehrenämter inne: Vorsitzender des Deutschen Kälte- und Klimatechnischen Vereins (DKV), Vorsitzender des Vorstands des TÜV Bayern, Mitglied des Vorstands der DECHEMA, 1979 bis 1985 Vorsitzender des VDI-Bezirksvereins München, Ober- und Niederbayern, 1982 bis 1986 Vorsitzender des Regionalbeirats und stellvertretender Präsident des VDI.
Linde starb nur 24 Tage nach seiner Frau Anneliese, mit der er über 70 Jahre lang verheiratet war.

## Auszeichnungen
- 1974: Bayerischer Verdienstorden
- 1980: Rudolf-Plank-Medaille des DKV[3]
- 1982: Honorarprofessur der Technischen Universität München
- 1984: Bundesverdienstkreuz 1. Klasse
- 1985: Ehrenmedaille des Vereins Deutscher Ingenieure (VDI)
- 1989: VDI-Ehrenmitgliedschaft
- 2002: Ehrenbürgerschaft der Gemeinde Pullach im Isartal